# Average Directional Movement Index
Der Average Directional Movement Index (ADX) ist ein Indikator der technischen Analyse und dient der Trendstärkebestimmung eines Kurses. Er wurde 1978 von Welles Wilder (1935–2021) entwickelt und in seinem Buch „New Concepts in Technical Trading Systems“ veröffentlicht. Wie alle Instrumente der Chartanalyse ist seine Aussagekraft umstritten.

## Interpretation
Der ADX zeigt ausschließlich die Stärke eines Trends und nicht die Richtung. So deutet ein steigender ADX auf eine Trendphase und ein fallender ADX auf eine trendlose Phase hin. Viele Experten messen hierbei der Bewegungsrichtung oftmals größerer Bedeutung zu, als seiner absoluten Höhe. Zieht man die Höhe des ADX mit in Betracht, dann stehen im Allgemeinen Werte über 15 für eine Trendphase und Werte unterhalb für eine trendlose Phase.
Da es sich um einen Durchschnittswert handelt, reagiert er erst mit Verzögerung auf Veränderung der Märkte.

## Berechnung
Die Idee hinter dem ADX ist, die jeweiligen Tageshöchst- und -tiefstkurse aufeinanderfolgender Tage zu vergleichen. Ist der Höchstkurs des laufenden Tages höher als der Höchstkurs des Vortages, so deutet dies auf einen Aufwärtstrend hin. In diesem Fall wird eine Aufwärtsbewegung "DM-Plus" (Directional Movement-Plus) errechnet, indem man den gestrigen Höchstkurs vom heutigen abzieht. Lag der heutige Höchstkurs nicht höher als der gestrige, ist DM-Plus gleich Null (es liegt eben kein Hinweis auf einen Aufwärtstrend vor).
Analog wird Abwärtsbewegung DM-Minus errechnet, die auf einen Abwärtstrend hindeutet, indem der heutige Tagestiefstkurs vom gestrigen abgezogen wird. Auch hier ist der niedrigste Wert Null.
Diese Indikatoren geben nun zwar eine Information über die absolute Bewegung des Kurses. Für eine Vergleichbarkeit der Werte verschiedener Kurse bedarf es aber der Normierung. Hierzu wird der Directional Movement Indikator durch die "True Range" geteilt. Die True Range ist entweder die Schwankung des laufenden Tages (Höchstkurs – Tiefstkurs) oder die Veränderung des heutigen Höchst- bzw. Tiefstkurses gegen den gestrigen Schlusskurs, je nachdem, welcher dieser Werte am höchsten liegt. Mittels dieser Normierung kommen wir zu den beiden Richtungsindikatoren DI-Plus und DI-Minus.
Zur Berechnung des ADX wird nun der Directional Movement Index (DX) ermittelt. Dieser Indikator ermittelt sich dadurch, dass die Differenz zwischen DI-Plus und DI-Minus durch die Summe der Werte DI-Plus und DI-Minus geteilt wird.
{\displaystyle {\text{DX}}={\frac {{\text{DI-Plus}}-{\text{DI-Minus}}}{{\text{DI-Plus}}+{\text{DI-Minus}}}}}
Der ADX ist dann der gleitende Mittelwert des DX. Für den gleitenden Mittelwert bedarf es der Festlegung eines Zeitraums, über den der Durchschnitt gebildet wird. Hier werden vielfach 14 oder 18 Tage gewählt.